# 塞桑 (萨瓦省)
塞桑（法語：Cessens，法語發音：[sesɑ̃]）是法国萨瓦省的一个旧市镇，属于尚贝里区。2016年，塞桑与临近的5个市镇合并为新市镇昂特勒拉克。

## 地理
塞桑（45°47'58"N, 5°52'55"E）面积13.29 平方千米，位于法国奥弗涅-罗讷-阿尔卑斯大区萨瓦省，该省份为法国东部省份，历史上为薩伏依的一部分，北起上萨瓦省，西接伊泽尔省和安省，南部和东部与上阿尔卑斯省和意大利接壤。
与塞桑接壤的市镇（或旧市镇、城区）包括：尚德里约、吕菲约、圣日耳曼拉尚博特、马桑日、莫伊、阿尔邦斯。

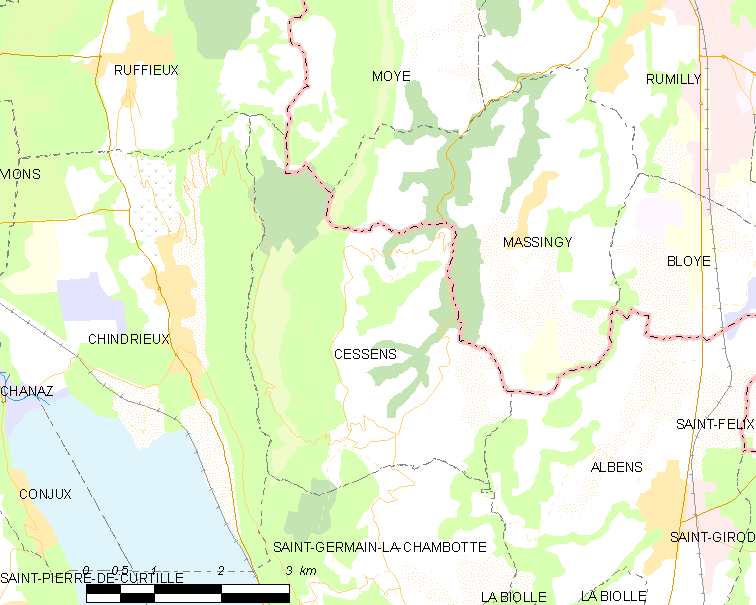
的OSM定位图

塞桑的时区为UTC+01:00、UTC+02:00（夏令时）。

## 行政
塞桑的邮政编码为73410，INSEE市镇编码为73062。

## 政治
塞桑所属的省级选区为艾克斯莱班第一县。

## 人口

1962-2008年间人口变化图示

塞桑于2018年1月1日时的人口数量为460人。